# Aureille
 Aureille  es una localidad y comuna de Francia, en la región de Provenza-Alpes-Costa Azul, departamento de Bocas del Ródano, en el distrito de Arlés y cantón de Eyguières.
Su población en el censo de 2007 era de 1.463 habitantes.
Está integrada en la  Communauté de communes de la Vallée des Baux .